# Франсоа Перу
Франсоа Перу (фр. François Perroux; 19. децембар 1903 — 2. јун 1987) је био француски економиста. Постављен је за професора на Collège de France, након што је предавао на Универзитету у Лиону и Универзитету у Паризу. Основао је Institut de Sciences Economiques Appliquées 1944. године.